# 福岡市立春吉小学校
福岡市立春吉小学校（ふくおかしりつ はるよししょうがっこう）は、福岡県福岡市中央区春吉一丁目にある公立小学校。

## 沿革
- 1873年（明治6年）1月 - 晴好小学校開校
- 1886年（明治19年）4月 - 春吉尋常小学校に改称
- 1889年（明治22年）8月 - 住吉尋常小学校に改称
- 1902年（明治35年）1月 - 現在地に移転
- 1908年（明治41年）4月 - 住吉尋常高等小学校に改称
- 1912年（大正元年）9月 - 住吉尋常小学校を美野島に新設。同学区分離
- 1924年（大正13年）1月 - 福岡市春吉尋常高等小学校に改称
- 1924年（大正13年）4月 - 高等科廃止。春吉尋常小学校に改称
- 1941年（昭和16年）4月 - 春吉国民学校に改称
- 1947年（昭和22年）4月 - 福岡市立春吉小学校に改称

## 交通アクセス
- 福岡市地下鉄 渡辺通駅から徒歩4分

## 著名な出身者
- 長谷川町子 - 漫画家
- 古野弥生 - 1960年（昭和35年）のミス・ユニバース日本代表
- 吉崎綾 - アイドル
- 金田昇大 - よしもとクリエイティブ・エージェンシー福岡支社所属。芸名ショウきん（元スリーナイン）。